# Зелювек
Зелювек (пол. Zelówek) — село в Польщі, у гміні Зелюв Белхатовського повіту Лодзинського воєводства.
Населення — 227 осіб (2011).
У 1975-1998 роках село належало до Пйотрковського воєводства.

## Демографія
Демографічна структура станом на 31 березня 2011 року:
|          | Загалом | Допрацездатний вік | Працездатний вік | Постпрацездатний вік |
| -------- | ------- | ------------------ | ---------------- | -------------------- |
| Чоловіки | 107     | 18                 | 78               | 11                   |
| Жінки    | 120     | 23                 | 71               | 26                   |
| Разом    | 227     | 41                 | 149              | 37                   |